# Дионис Даулов
Дионис (Диониш, Дивиниш, Диниш) Георгиев Даулов е български революционер, харамия и четник от Вътрешната македоно-одринска революционна организация.

## Биография
Дионис Даулов е роден през 1873 година в ениджевардарското село Петгъс, тогава в Османската империя, днес в Гърция. Има жена и две дъщери (по-малката родена през 1896 година). Присъединява се към ВМОРО през 1900 година като легален деец, а от Илинденско-Преображенското въстание през лятото на 1903 година е нелегален в четата на Апостол Петков. Ранен е в едно сражение. След възстановяването си е четник на Христо Чернопеев в Струмишко. След амнистия от България се връща в родното си село, но отново започва да работи с Апостол войвода. След Младотурската революция в 1908 година, е арестуван и една година лежи в затвора. След освобождаването си става четник на Ичко Димитров.
През Балканските войни е македоно-одрински опълченец в четата на Ичко Димитров, 3 рота на 13 кукушка дружина След установяването на гръцка власт в Егейска Македония, бяга в Свободна България, а жена му е интернирана в Стара Гърция. Участва във Валандовската акция от 1915 година в четите на Иван Пальошев и Григор Узунов.
След войните за национално обединение на България се изселва в Месемврия, където е прислужник в Месемврийското първоначално училище. Член е на Илинденската организация. В 1924 година участва в основаването на Месемврийското македонско братство.
На 27 март 1943 година, като жител на Варна, подава молба за българска народна пенсия, която е одобрена и пенсията е отпусната от Министерския съвет на Царство България.
Умира през 1951 година в Несебър.